# 1005 a.C.

## Eventos
- Oitavo mês (Bul) pelo calendário judaico: No décimo-primeiro ano do reinado de Salomão, termina a construção do Templo, que levou sete anos e seis meses. A dedicação do templo foi adiada para o ano seguinte, um ano de jubileu.[1]